# Ego (geslacht)
Ego is een monotypisch geslacht van straalvinnige vissen uit de familie van grondels (Gobiidae).

## Soort
- Ego zebra Randall, 1994